# Tvetaggen
Tvetaggen är en bergstopp i Antarktis. Den ligger i Östantarktis. Norge gör anspråk på området. Toppen på Tvetaggen är 880 meter över havet.
Terrängen runt Tvetaggen är kuperad åt sydväst, men åt nordost är den platt. Trakten är obefolkad. Det finns inga samhällen i närheten.